# Isla Augustus
La isla Augustus o islote Augusto es un territorio insular del sur de Chile, en el sector sudeste del archipiélago de Tierra del Fuego, en el extremo austral de América del Sur. Está separada de la isla Nueva y de la isla Lennox por el paso Richmond. Pertenece administrativamente a la comuna de Cabo de Hornos, Provincia Antártica Chilena, XII Región de Magallanes y de la Antártica Chilena. La posesión de la isla fue el parte del Conflicto del Beagle entre Chile y la Argentina .

## Historia
Los yaganes, un pueblo canoero de la zona, fueron los primeros seres humanos en divisar y pisar la isla. Más adelante en las décadas de 1820 y 1830, el bergantín HMS Beagle, al mando de Robert Fitz Roy, transitó por el canal Beagle, pasando cerca de la isla. En 1881 Chile y Argentina firman un tratado que delimita la frontera entre ambos, más adelante surgirían desacuerdos, sobre todo en la zona en donde se ubica la pequeña formación rocosa.
Los dos países empezaron a disputar sus derechos de soberanía en la región, y la isla era pretendida por ambos (véase Mapas del Canal Beagle desde 1881). El Canal Beagle, en su boca oriental, se abre en dos brazos con sus respectivas bocas; Chile consideraba que el límite binacional debía de correr por el brazo norte, llamado Canal Moat; pero la Argentina, en cambio, postulaba que el curso a optar para definir el término fronterizo era el brazo sur o paso Picton por ser más profundo, el cual discurre entre las islas Navarino y Picton, y luego entre esta última y Lennox. Por lo tanto, Picton y Nueva quedarían no al Sur del canal Beagle sino al Noreste y que de acuerdo al Tratado de Límites de 1881 entre Chile y Argentina le pertenecían (véase Laudo Arbitral de 1977).
También la Argentina consideraba al grupo de islas Picton, Nueva y Lennox como propias al afirmar también que ellas se asentaban en aguas del Atlántico, mientras que Chile sostenía que todas las islas y aguas en disputa pertenecían al Pacífico, en concordancia con su teoría de la división natural de los océanos o del Arco de Scotia.